# Boba Fettt
Boba Fettt (* 1975 als Steffen Mischon) ist ein deutscher Rapper aus Berlin, der bei dem Independent-Label No Peanuts unter Vertrag steht. Unter den Namen DJ Zett und DJ Bobafettt ist er zudem als DJ und Produzent aktiv.

## Leben
Boba Fettt wurde 1975 in der Pfalz geboren. Im Folgenden wuchs der heutige Hip-Hop-Musiker in Berlin auf. 1996 begann er mit der Arbeit als DJ und absolvierte seine ersten Auftritte ab 1997 unter dem Namen DJ Zett. Zett fungierte für einige Zeit als DJ für den Rapper Fuat der Gruppe M.O.R., den er bei Auftritten begleitete. Aufgrund musikalischer Differenzen wurde die Zusammenarbeit nach kurzer Zeit beendet und Zett begann nun als DJ für den Berliner Rapper Kool Savas zu arbeiten. Nachdem die beiden für einige Jahre zusammen Live-Auftritte absolviert hatten, begannen sie getrennte Wege zu gehen und Zett konzentrierte sich auf seine Arbeit als Rapper. Das erste Lied Verbindungen entstand Ende 2002 und erschien auf dem Album Progrisiv des Rappers Gris. Im Folgenden arbeitete er sowohl als Rapper, indem er Gastbeiträge auf Alben von M.O.R. und Big Derill Mack beitrug, als auch als DJ, indem er die Cuts auf Veröffentlichungen der Beatfabrik oder Separate beisteuerte.
Anfang 2006 veröffentlichte Fettt sein erstes Mixtape, auf welchem er neben der Tätigkeit als DJ auch rappt. Dieses wurde unter dem Titel Die fettten Jahre fangen an – Volume 1 veröffentlicht. Des Weiteren nahm Fettt 2006 das Album Live aus der Crunkarena mit der aus den Rappern Boss A, B-A-Di, Big Derill Mack und Staiger bestehenden Gruppe H.A.C.K. auf. Dieses erschien am 11. August 2006.
Vom 9. Februar 2007 bis zum 16. März 2007 begleitete Boba Fettt den Berliner Rapper Prinz Pi bei seiner !DonnerwetteR!-Tour. Diese wurde zudem durch die Rap-Formation K.I.Z sowie durch den bei Selfmade Records unter Vertrag stehenden Rapper Kollegah ergänzt.
Am 16. Februar 2007 erschien Boba Fettts erstes Soloalbum über No Peanuts. Auf diesem sind unter anderem Jack Orsen, Fuat, K.I.Z, Prinz Pi und Rifleman mit Gastbeiträgen vertreten. Meisters des Universums wurde komplett von Big Bennay produziert. Am 16. November 2007 erschien Die fettten Jahre fangen an Vol. 3, mit welchem Boba Fettt seine Mixtape-Trilogie vollendet. Auf dem Tonträger sind unter anderem Prinz Pi, K.I.Z, Taktloss, Justus und Wakka mit Gastbeiträgen vertreten.
2011 erschien zusammen mit Big P, B-A-Di und Mik Baba als Kaiserz das gleichnamige Album Kaiserz.

## Diskografie
Alben
- 2006: Live aus der Crunk Arena (mit Staiger, Big Derill Mack und Boss A als H.A.C.K.)
- 2007: Meisters des Universums
- 2011: Kaiserz (mit Big P, B-A-Di und Mik Baba als Kaiserz)

Mixtapes
- 2004: Episode VII (Siegfrieden) (Tape)
- 2006: Die Fettten Jahre fangen an – Volume 1
- 2006: Die Fettten Jahre fangen an – Volume 2
- 2007: Die Fettten Jahre fangen an – Volume 3

Scratches und Cuts
- 2001: Diverse auf „Wortshots“ von Beatfabrik
- 2002: Was ihr wollt auf „Dreck“ von Justus
- 2003: Purer Hass auf „ÜberlegDirWasDuSagst“ von Separate
- 2003: Diverse auf „Rapüstad“ von Killa Hakan & Fuat

Sonstige
- Olympiastadion mit H.A.C.K. (erschien als MZEE.com Exclusive)
- Diverse auf „Edit Label Snip-Snapped 2006“ von DJ Fiks (Album, Internet Exklusive)
- Big Derill Mack, Staiger & Boba Fettt – Wer, Fler? (Disstrack)
- 2006: Feuer über Deutschland (DVD)
- 2016: Possee (mit Team Avantgarde, Abroo, Headtrick, Gris, Meyah Don und Justus Jonas) auf Juice CD Nr. 134
- 2017: Das letzte Mixtape (Taktloss)
- 2018: Wo die wilden Kerle flowen (VSK als DJ Ratzefummel)